# Championnats du monde de cyclisme sur route 1963
Navigation
Salò 1962 Sallanches 1964
Les championnats du monde de cyclisme sur route 1963 ont eu lieu le 11 août 1963 à Renaix en Belgique.  

## Résultats

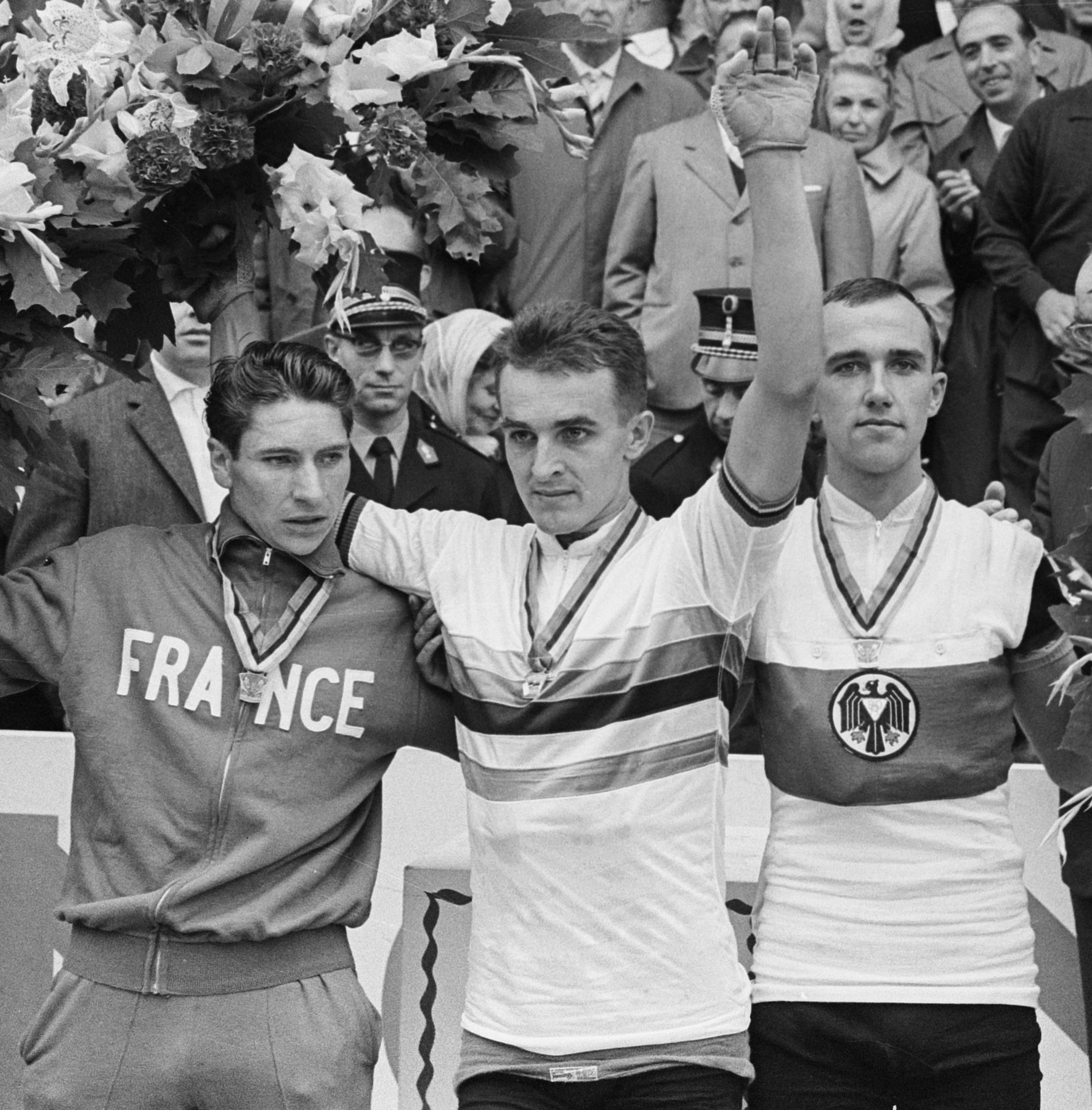
Francis Bazire, Flaviano Vicentini et Winfried Bölke sur le podium du championnat du monde sur route amateurs

| Épreuves                                       | Or                                                                 | Or              | Argent                                                        | Argent | Bronze                                                                                  | Bronze |
| Hommes                                         |                                                                    |                 |                                                               |        |                                                                                         |        |
| Course en ligne                                | Benoni Beheyt Belgique                                             | 7 h 25 min 26 s | Rik Van Looy Belgique                                         | m.t.   | Jo de Haan Pays-Bas                                                                     | m.t.   |
| Amateurs - course en ligne                     | Flaviano Vicentini Italie                                          | -               | Francis Bazire France                                         | -      | Winfried Bölke Allemagne de l'Ouest                                                     | -      |
| Amateurs - 100 km contre-la-montre par équipes | France Michel Béchet Dominique Motte Marcel Bidault Georges Chappe | -               | Italie Mario Maino Pasquale Fabbri Danilo Grassi Dino Zandegù | -      | Union soviétique Viktor Kapitonov Gainan Saidschushin Youri Melikhov Anatoli Olizarenko | -      |
| Femmes                                         |                                                                    |                 |                                                               |        |                                                                                         |        |
| Course en ligne                                | Yvonne Reynders Belgique                                           | -               | Rosa Sels Belgique                                            | -      | Aino Pouronen Union soviétique                                                          | -      |

## Tableau des médailles
| Rang  | Nation               | Or | Argent | Bronze | Total |
| ----- | -------------------- | -- | ------ | ------ | ----- |
| 1     | Belgique             | 2  | 2      | 0      | 4     |
| 2     | Italie               | 1  | 1      | 0      | 2     |
| 2     | France               | 1  | 1      | 0      | 2     |
| 4     | Union soviétique     | 0  | 0      | 2      | 2     |
| 5     | Pays-Bas             | 0  | 0      | 1      | 1     |
| 5     | Allemagne de l'Ouest | 0  | 0      | 1      | 1     |
| Total | Total                | 4  | 4      | 4      | 12    |